# Cristian Tello
Cristian Tello Herrera (* 11. srpna 1991 Sabadell) je španělský profesionální fotbalista, který hraje na pozici křídelníka za saúdský klub Al Fateh SC. V roce 2013 odehrál také jedno utkání v dresu španělské reprezentace.

## Klubová kariéra

### Mládež
Tello se narodil v katalánském městě Sabadell. S fotbalem začal v malém klubu CF Can Rull, odkud přešel do věhlasné mládežnické akademie FC Barcelony. Odtud odešel na jednoroční hostování do regionálního klubu CF Damm. V roce 2008 podepsal smlouvu s klubem RCD Espanyol.

### Barcelona
V červnu 2010 odešel do rezervního týmu katalánského velkoklubu FC Barcelona a postupně se propracoval až do prvního mužstva. V sezóně 2011/12 získal s klubem prvenství v Copa del Rey. Sezóna 2012/13 skončila úspěšně, po vyřazení v semifinále Ligy mistrů Bayernem Mnichov získal se svými spoluhráči titul ve španělské lize.
S Barcelonou postoupil ze základní skupiny H do vyřazovacích bojů Ligy mistrů 2013/14, katalánský tým v ní obsadil se ziskem 13 bodů první místo. V posledním utkání skupiny 11. prosince 2013 vstřelil jednu branku proti skotskému týmu Celtic FC a přispěl tak k drtivému vítězství 6:1.

#### Porto (hostování)
V červenci 2014 odešel na dvouleté hostování do FC Porto, součástí smlouvy byla i opce na případnou koupi.

#### Fiorentina (hostování)
V Portu působil do ledna 2016, poté šel na hostování do Itálie do klubu ACF Fiorentina.

### Real Betis
V červenci 2017 přestoupil z FC Barcelona do jiného španělského klubu Betis Sevilla. Podepsal zde pětiletou smlouvu.

## Reprezentační kariéra

### Mládežnické reprezentace
Hrál za španělské mládežnické reprezentace.

Se španělskou reprezentací do 20 let se zúčastnil Mistrovství světa hráčů do 20 let 2011 v Kolumbii, kde byl jeho tým vyřazen ve čtvrtfinále Brazílií v penaltovém rozstřelu.

S týmem do 21 let vyhrál Mistrovství Evropy hráčů do 21 let 2013 v Izraeli, kde mladí Španělé porazili ve finále Itálii 4:2.
Cristian Tello byl v létě 2012 napsán na soupisku španělského výběru do 23 let pro Letní olympijské hry 2012 v Londýně. Španělsko (které mělo na soupisce i hráče z A-mužstva) zde bylo po vítězství na EURU 2012 největším favoritem, ale po dvou prohrách 0:1 (s Japonskem a Hondurasem) a jedné remíze s Marokem (0:0) vypadlo překvapivě již v základní skupině D. Tello nastoupil do všech tří utkání, vždy střídal.

### A-mužstvo
V A-mužstvu Španělska přezdívaném La Furia Roja debutoval 14. 8. 2013 v přátelském zápase proti domácímu týmu Ekvádoru (výhra 2:0).